# 김은총 (1989년)
김은총(한국 한자: 金恩寵, 1989년 6월 6일 ~ )은 대한민국의 전 축구 선수이며, 포지션은 공격수였다.